# Copa Mediterránea
La Copa Mediterránea fue un torneo amistoso de fútbol de selecciones nacionales absolutas y selecciones B en el que participaron estados que bordean el Mar Mediterráneo. En su primera edición, el torneo recibió el nombre de Torneo de la Amistad, y en su segunda edición, el torneo tenía el nombre de Copa del Mediterráneo del Este.  No fue hasta la tercera edición cuando este recibió su nombre actual.
Italia B, Egipto, Grecia y Turquía participaron en las dos primeras ediciones, y en la última edición se unieron España y Francia (ambos con selecciones B). La primera edición, la única con una sede permanente, Atenas, se jugó en 1949.  Duró poco más de un mes y la selección campeona fue Italia B. La segunda edición duró tres años, de 1950 a 1953, y fue ganada nuevamente por Italia B. La tercera y última edición duró 5 años, de 1953 a 1958, y fue ganada por España B.

## Resultados y estadísticas

### Torneos
| Año              | Sede          | Campeón  | Resultado Final | Subcampeón | Tercer lugar | Resultado | Cuarto lugar |
| ---------------- | ------------- | -------- | --------------- | ---------- | ------------ | --------- | ------------ |
| 1949 Detalles    | Atenas        | Italia B | Lig.            | Turquía    | Egipto       | Lig.      | Grecia       |
| 1950-53 Detalles | Sin sede fija | Italia B | Lig.            | Grecia     | Egipto       | Lig.      | Turquía      |
| 1953-58 Detalles | Sin sede fija | España B | Lig.            | Francia B  | Italia B     | Lig.      | Turquía      |

### Palmarés
| Equipo    | Campeón           | Subcampeón  | Tercer puesto     | Cuarto puesto        |
| --------- | ----------------- | ----------- | ----------------- | -------------------- |
| Italia B  | 2 (1949, 1950-53) |             | 1 (1953-58)       |                      |
| España B  | 1 (1953-58)       |             |                   |                      |
| Turquía   |                   | 1 (1949)    |                   | 2 (1950-53, 1953-58) |
| Grecia    |                   | 1 (1950-53) |                   | 1 (1949)             |
| Francia B |                   | 1 (1953-58) |                   |                      |
| Egipto    |                   |             | 2 (1949, 1950-53) |                      |

### Jugadores

#### Tabla histórica de goleadores
| Pos. | Jugador                | Selección | Goles | Partidos | Promedio | Torneos jugados        |
| ---- | ---------------------- | --------- | ----- | -------- | -------- | ---------------------- |
| 1    | Manuel Badenes         | España B  | 8     | 2        | 4        | 1953-58                |
| 2    | El-Sayed El-Dhizui     | Egipto    | 7     | 12       | 0.58     | 1949, 1950-53, 1953-58 |
| 3    | Joaquín Peiró          | España B  | 5     | 5        | 1        | 1953-58                |
| =    | Justo Tejada           | España B  | 5     | 5        | 1        | 1953-58                |
| =    | Bülent Esel            | Turquía   | 5     | 6        | 0.83     | 1949, 1950-53          |
| =    | Lefter Küçükandonyadis | Turquía   | 5     | 9        | 0.56     | 1949, 1950-53, 1953-58 |
| 7    | Toto                   | Egipto    | 4     | 8        | 0.5      | 1949, 1950-53, 1953-58 |
| =    | Giorgos Darivas        | Grecia    | 4     | 11       | 0.36     | 1950-53, 1953-58       |

#### Goleadores por torneo
| Año     | Jugador                            | Equipo           | Goles |
| ------- | ---------------------------------- | ---------------- | ----- |
| 1949    | Aldo Puccinelli Bülent Esel        | Italia B Turquía | 3     |
| 1950-53 | El-Sayed El-Dhizui Giorgos Darivas | Egipto Grecia    | 4     |
| 1953-58 | Manuel Badenes                     | España B         | 8     |